# ГАЕС Сенека
ГАЕС Сенека — гідроакумулювальна електростанція у штаті Пенсільванія (Сполучені Штати Америки).
Нижній резервуар створили на річці Аллегейні, правому витоку Огайо, котра, своєю чергою, є лівою притокою Міссісіппі (басейн Мексиканської затоки). Тут звели комбіновану греблю Kinzua висотою 55 метрів та довжиною 578 метрів, яка включає бетонну частину (потребувала 382 тис. м3 матеріалу) та прилеглу до неї праворуч земляну секцію (використано 2,3 млн м3 породи). Ця споруда утримує витягнуте по долині річки на 39 км водосховище Аллегейні з площею поверхні 48,9 км2 та об'ємом 1,46 млрд м3.
Верхній резервуар створили на висотах лівобережжя за допомогою земляної/кам'яно-накидної дамби висотою 35 метрів, яка оточує штучну водойму круглої форми діаметром 756 метрів з об'ємом 7,2 млн м3, що дозволяє запасати еквівалент 4,2 млн кВт·год електроенергії.
Машинний зал станції розташований на березі Аллегейні біля греблі Kinzua, за 0,6 км від верхнього резервуара. Його обладнали двома оборотними турбінами потужністю 218 МВт і 195 МВт, а також однією звичайною турбіною типу Френсіс потужністю 30 МВт. Вони використовують напір від 204 до 248 метрів та мають проєктний виробіток на рівні 700 млн кВт·год електроенергії на рік.
Зв'язок комплексу з енергосистемою відбувається по ЛЕП, розрахованій на роботу під напругою 230 кВ.